# Järpens IF
Järpens IF är en idrottsförening i Järpen i Åre kommun i Sverige. Klubben bildades 1923 som en utbrytning ur Järpens Skidklubb, och bedriver fotboll och ishockey. 
Herrfotbollslaget spelade åren 1999–2019 mestadels i Division 5, och pendlade annars mellan Division 4 och 6, men spelade åren 2020–2022 i Division 3 och laget nådde kvalspel till Division 2 2020. Damfotbollslaget spelar i Division 3.
Under våren 2019 gick klubben ut med ett pressmeddelande om att herrfotbollslaget värvar den föredetta landslagsanfallaren Marcus Allbäck. Allbäck deltog som spelare i division 4-derbymatchen hemma mot Dvärsätts BK den 19 juni 2019, vilken slutade 3–0.
2006 kvalificerade ishockeylaget sig för spel i Division 1, men organisationen ansåg sig inte vara redo för spel på den nivån och tackade senare nej till platsen. Järpens IF är moderförening till tidigare landslagstvillingarna Henrik och Joel Lundqvist.